# 小擬特鯰
小擬特鯰，為輻鰭魚綱鯰形目項鰭鯰科的其中一種，為熱帶淡水魚類，分布於南美洲巴西聖弗朗西斯科河流域，體長可達4.6公分，棲息在底層水域，生活習性不明。